# 北京清华长庚医院
北京清华长庚医院是位于中国北京市昌平区天通苑的一所三级甲等综合性医院，也是清华大学医学院的附属医院。医院建设过程中得到了台塑企业和长庚纪念医院的捐助和援建，因而得名。

## 歷史及簡介
北京清華長庚醫院成立於2014年，它是由台灣的台塑關係企業和台灣著名的私立醫療機構-長庚醫院共同興建的慈善醫院，北京清華長庚醫院也是清華大學醫學院的教學醫院，它當時只有1000張病床而已，此醫院位於北京市昌平區天通苑地區，直至2019年12月30日，長庚醫院的二期工程正式奠基，規劃新增500張床位。
2021年11月25日，長庚醫院正式成為北京市基本醫療保險A類定點醫療機構，北京市醫保人員無需選擇定點即可實時結算。